# Кравцов, Владимир Викторович
Владимир Викторович Кравцов — российский пауэрлифтер.

## Биография
Владимир Кравцов родился 4 марта 1972 года в Саратове. С детства стал увлекаться спортом, посещал различные секции. С 6 класса занялся классической борьбой, участвовал в различных соревнованиях. По окончании средней школы поступил в техникум электронных приборов им. П. Н. Яблочкова. Учёба в техникуме помешала его карьере борца. После окончания техникума вернулся к спорту. Владимир начал заниматься культуризмом под влиянием Арнольда Шварценеггера. С 1996 года серьёзно занялся пауэрлифтингом. В этом виде спорта он достиг больших успехов.

## Выступления и награды

### Международные турниры
- Чемпион МИРА WPC-2003, Калгари, Канада
- Абсолютный чемпион МИРА WPC-2005, Хельсинки, Финляндия
- Абсолютный победитель Кубка ЕВРОПЫ WPC-2006, Тольятти, Россия
- Чемпион ЕВРАЗИИ WPC-2007, Курск, Россия
- Абсолютный победитель Кубка МИРА IPA-2011, Екатеринбург, Россия
- Абсолютный победитель Кубка МИРА RPS-2012, Екатеринбург, Россия
- Абсолютный чемпион МИРА GPF-2012, Киев, Украина
- Абсолютный чемпион ЕВРОПЫ WPA-2012, Москва, Россия
- Абсолютный чемпион АЗИИ RPS-2013, Саратов, Россия

### Профи турниры
- Чемпион «Banch Bash for Cash WPO-2005», Хельсинки, Финляндия
- Бронзовый призёр «ARNOLD CLASSIC-2006», Коламбус, США.
- Абсолютный чемпион турнира «НОЧЬ ЧЕМПИОНОВ-2007», Пушкино, Россия
- Абсолютный чемпион «КУБКА ЗАПСИБГАЗПРОМА-2008», Тюмень, Россия
- Абсолютный чемпион «NUTRASPORT ELITE CUP-2009», Богатырское Братство, Москва, Россия
- Абсолютный чемпион «EUROLIFTING-2011», Богатырское Братство, Москва, Россия
- Абсолютный чемпион «EUROLIFTING-2012», Богатырское Братство, Москва, Россия
- Абсолютный чемпион «FIBO POWER Strongest benchpresser-2013», IRP, Кёльн, Германия

### Чемпионаты и кубки России
- Абсолютный чемпион РОССИИ IPF-2002, Нижний Новгород
- Абсолютный чемпион РОССИИ WPC-2004, Сочи
- Абсолютный победитель Кубка РОССИИ WPC-2004, Волжский
- Чемпион РОССИИ WPC-2005, Минеральные Воды
- Абсолютный победитель Кубка РОССИИ WPC-2005, Тольятти
- Абсолютный чемпион РОССИИ WPC-2006, Новороссийск
- Абсолютный чемпион РОССИИ WPC-2007, Челябинск
- Абсолютный победитель Кубка РОССИИ WPA-2011, Москва
- Абсолютный победитель Национального Чемпионата, Богатырское Братство-2011, Родники
- Абсолютный чемпион РОССИИ WPA-2012, Москва
- Абсолютный победитель Кубка РОССИИ WPA-2012, Москва
- Абсолютный чемпион РОССИИ WPA-2013, Москва

### Чемпионаты и кубки Москвы
- Абсолютный чемпион МОСКВЫ IPF-2001
- Абсолютный победитель Кубка МОСКВЫ IPF-2001
- Абсолютный победитель Кубка Правительства МОСКВЫ IPF-2002

## Достижения
- Обладатель самого большого безэкипировочного жима лежа в мире 2008, 2009, 2011 г.
- Обладатель абсолютного мирового рекорда всех времен и федераций в безэкипировочном жиме лежа, в весовой категории до 125 кг.
- Единственный представитель России в таблице мировых олл-тайм рекордов в жиме штанги лежа RAW.
- Первый русский пауэрлифтер, поднявшийся на пьедестал почета супер-турниров «ARNOLD CLASSIK» (США, Коламбус, 2006 г.) и «FIBO» (Германия, Кёльн, 2013 г.).
- Первый, кто пожал 300 кг в Европе без экипировки («NUTRASPORT ELITE CUP», 2009 г.).
- Первый, кто пожал лежа в России 300 кг в экипировке (Кубок Правительства Москвы IPF, 2002 г.).
- Лучший результат в жиме штанги лежа без экипировки — 303,5 кг в весовой категории до 125 кг.
- Лучший результат в жиме штанги лежа без экипировки — 310 кг в весовой категории до 140 кг (Чемпионат Азии НАП, 2013 г)

## Творчество

### Работы в кино
1. В 2009 году Владимир Кравцов снялся в эпизодической роли охранника ночного клуба в телесериале «ТЕРМИНАЛ» (канал «НТВ»)[2].
2. Владимир Кравцов исполнил главную роль в первом российском игровом фильме о пауэрлифтинге «Дядя Вова», вышедшем в 2012 году. Главные роли в фильме также исполнили Сергей Бадюк и Дмитрий Касатов.

### Книги
1. Кравцов В. В. Беспредельная сила. Откровения чемпиона. Москва, 2002.
2. Кравцов В. В., Касатов Д. А. Беспредельная сила 2. Москва, 2008.
3. Кравцов В. В., Касатов Д. А. Беспредельная сила 2. Перезагрузка. Москва, 2013.
4. Кравцов В. В., Касатов Д. А. Беспредельная сила. Тренируйся с умом. Москва, 2014.

## Видеоматериалы

### Соревнования
1. «Arnold Classic», США, Коламбус, 2006 год «Первый русский жимовик, поднявшийся на пьедестал почета Arnold Classic»
2. Чемпионат РОССИИ WPC, Челябинск, 2007 год «Кравцов абсолютный чемпион»
3. Кубок ЗАПСИБГАЗПРОМА, Тюмень, июль, 2008 года «Кубок ЗАПСИБГАЗПРОМА по жиму штанги лёжа без майки. 1 место Владимир Кравцов 290 кг»
4. «NUTRASPORT ELITE CUP», Москва, октябрь 2009 года «Турнир по жиму штанги лежа среди профессионалов NUTRASPORT ELITE CUP 2009»
5. «EUROLIFTING-2011»,Москва, май 2011 года «Поединок между В.Максимовым и В.Кравцовым на Чемпионате Европы среди профессионалов по жиму штанги лежа без экипировки»
6. Чемпионат России WPA, 19 мая, Москва «Жимовая заруба WPA! Кравцов vs Еремашвили vs Алибегов»
7. «FIBO POWER Strongest benchpresser-2013», IRP, Кёльн, Германия «Владимир Кравцов. Как я выиграл у Лазло Межароша»
8. Чемпионат АЗИИ RPS-2013, Саратов, Россия "Пауэрлифтер Владимир Кравцов установил мировой рекорд "
9. Национальный чемпионат, Богатырское Братство-2011, Московская область, г. Родники «Новый рекорд мира!302,5кг»
10. Кубок России WPA, Москва, 23 декабря 2012 года «Мировой рекорд!305 кг!!!»
11. «Золотой Тигр», Екатеринбург, 2012 год «Жим лежа „Золотой Тигр“ 2012»
12. WPA Russia Cup 2012 bench press

### Передачи, полезные советы
1. Кто такой Владимир Кравцов? Звезды спорта о сильнейшем спортсмене!
2. Денис Борисов. Это ЖИМ ЛЕЖА, Детка:-))))
3. Гостем Сергея Бадюка стал один из сильнейших жимовиков России Владимир Кравцов
4. Секрет для того, чтоб жать большие веса лежа. Дожимы Кравцова
5. Владимир Кравцов в передаче «Все включено». Канал Россия-2
6. Передача «Всё включено» на телеканале «Россия2». Фрагменты спецвыпуска о Силачах.
7. Саратовское ТВ, передача «Общественное Мнение» от 22 февраля 2011 года, Владимир Кравцов — самый сильный «жимовик» России.
8. Владимир Кравцов — техника жима штанги лежа
9. Тренируем Злодея!
10. Семинар в Екатеринбурге на мультитурнире Золотой Тигр 2012
11. Видео-приложение к книге Владимира Кравцова и Дмитрия Касатова БЕСПРЕДЕЛЬНАЯ СИЛА. Ролик 1
12. Видео-приложение к книге Владимира Кравцова и Дмитрия Касатова БЕСПРЕДЕЛЬНАЯ СИЛА. Ролик 3
13. Видео-приложение к книге Владимира Кравцова и Дмитрия Касатова БЕСПРЕДЕЛЬНАЯ СИЛА. Ролик 4
14. Семинар Владимира Кравцова В Санкт-Петербурге, 1 декабря 2013 года. Первая часть
15. Семинар Владимира Кравцова В Санкт-Петербурге, 1 декабря 2013 года. Вторая часть
16. Владимир Кравцов в гостях у Борцовского Клуба

### Видео интервью
1. Владимир Кравцов. 2003 год
2. Владимир Кравцов — Саратов в лицах. Ноябрь 2011 год
3. Эксклюзивное интервью с Владимиром Кравцовым. Киев, октябрь 2012
4. Интервью с Владимиром Кравцовым. Железный Мир. Москва, 7 мая 2012.
5. Владимир Кравцов. Интервью Железному Миру № 2
6. Интервью с чемпионом Владимиром Кравцовым для агентства Mediasar. Ноябрь 2012
7. Интервью для BenchPressSu. 13 марта 2012 года
8. Владимир Кравцов. Интервью в Саратове, 2012 год
9. Золотой Тигр 2012. Пресс-конференция
10. Интервью по итогам FIBO-2013
11. Владимир Кравцов — Экипа вредит нашему спорту… Фрагмент из записи передачи для телеканала Россия.
12. ВРЕДЕН ЛИ ПРОТЕИН,СКАНДАЛЬНЫЙ СЮЖЕТ. ГТРК-Саратов. 2013 год
13. ВРЕДЕН ЛИ ПРОТЕИН,ИСХОДНЫЙ МАТЕРИАЛ СКАНДАЛЬНОГО ИНТЕРВЬЮ. 2013 год
14. Дядя Вова — как продать силу. «Железный рейтинг» 2013 год

- В 2012 году, украинский исполнитель Артур, записал песню «Дядя Вова» посвященную Владимиру Кравцову.

### Новостные видеосюжеты
1. Новости. «Телеком-ТВ», Саратов 2005.
2. Телеобъектив. 2012. В.Кравцов намерен установить лучший результат Европы
3. ТНТ Саратов. 2011. Владимир Кравцов чемпион турнира по пауэрлифтингу
4. ТНТ Саратов. 2012. В.Кравцов вновь стал абсолютным чемпионом
5. ТНТ Саратов. 2011. Акция «Человек года» — Владимир Кравцов
6. Телеобъектив. 2011. Абсолютный рекордсмен
7. ГТРК «Саратов». 2013. Лучшие спортсмены области в гостях ГТРК «Саратов»
8. ГТРК «Саратов». 2013. Лучший спортсмен — Владимир Кравцов!
9. Семинар Владимира Кравцова в Красноярске, 2014.
10. Семинар Владимира Кравцова в Ачинске, 2014

## Интервью
1. Интервью для женского журнала ПРЕЛЕСТЬ, 2011 год
2. Интервью для журнала ЖЕЛЕЗНЫЙ МИР, посвященное питанию. «Диета Дяди Вовы», 2012 год
3. В.Кравцов, Д.Касатов. Интервью для интернет-журнала БОГАТЫРЬ, 2009 год
4. Саратовский спортсмен подрался со звездой «Антикиллера»
5. Виталий Мельников и Владимир Кравцов: в Бразилии ты будто живешь на танцполе
6. Владимир Кравцов: «Прошедший год оказался для меня крайне насыщенным и интересным!» Интервью для журнала ЖЕЛЕЗНЫЙ МИР, 2014 год